# Lapovci
Lapovci is een plaats in de gemeente Trnava in de Kroatische provincie Osijek-Baranja. De plaats telt 362 inwoners (2001).